# Luo Yu

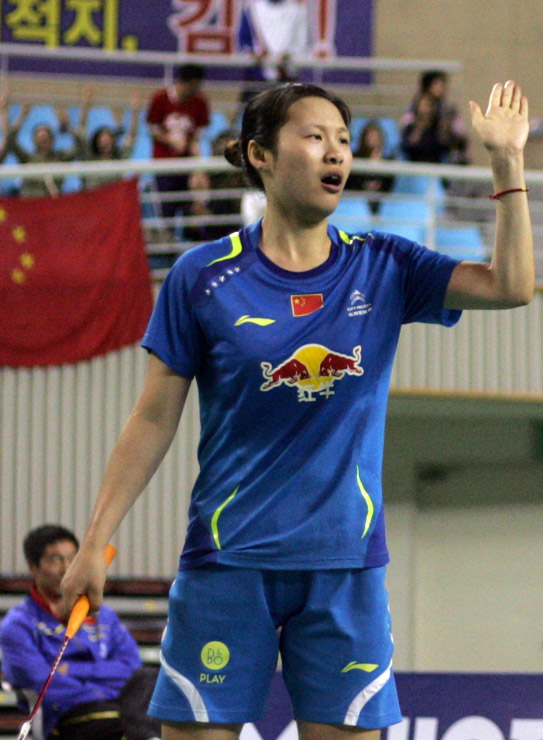
Luo Yu, 2014

Luo Yu (chinesisch 骆羽, Pinyin Luò Yǔ; * 11. Januar 1991) ist eine chinesische Badmintonspielerin.

## Karriere
Luo Yu gewann 2010 den Indonesia Open Grand Prix Gold im Damendoppel mit ihrer Zwillingsschwester Luo Ying. Bei den Canada Open 2011 wurde sie im Damendoppel Dritte, bei den US Open 2011 Fünfte.

## Sportliche Erfolge
| Saison | Veranstaltung                  | Disziplin   | Platz | Name              |
| ------ | ------------------------------ | ----------- | ----- | ----------------- |
| 2010   | Indonesia Open Grand Prix Gold | Damendoppel | 1     | Luo Ying / Luo Yu |
| 2011   | Canada Open                    | Damendoppel | 3     | Luo Ying / Luo Yu |
| 2011   | US Open                        | Damendoppel | 5     | Luo Ying / Luo Yu |
| 2012   | Australian Open                | Damendoppel | 1     | Luo Ying / Luo Yu |